# بوروچا
بوروچا (به لهستانی:  Borucza) یک روستا در لهستان است که در گمینا ستراخووکا واقع شده‌است. بوروچا ۷۵ نفر جمعیت دارد.